# Juan Zuazua
Juan Nepomuceno Zuazua Esparza (Villa de la Punta de Lampazos, Nuevo Reino de León; 6 de enero de 1820-Ramos Arizpe, Coahuila; 31 de julio de 1860) fue un militar mexicano que peleó tanto en la intervención estadounidense, como al lado de los liberales en la Guerra de Reforma. Llevó el apodo de "General de Generales". Murió en una emboscada por tropas del general José Silvestre Aramberri.

## Infancia
Nació el 6 de enero de 1820 en la Villa de la Punta de Lampazos, Nuevo Reino de León, siendo el sexto y último hijo del español Juan de Zuazua Mendía y de doña María Luisa Esparza Guajardo, y siendo sus hermanos Carlos, Nicolasa, Francisca, Andrea (abuela del general revolucionario Antonio I. Villarreal) y Francisco Zuazua Esparza. Quedó huérfano a temprana edad. Estudió en la Escuela Municipal de Lampazos, para después pasar al Hospicio de Villaldama, y por último al Seminario de Monterrey. Posteriormente abandonó sus estudios para regresar a su tierra natal, donde se dedicó al comercio y a la agricultura, además de que, de manera autodidacta, estudió historia y ciencias militares. También para ese tiempo participó en diversas campañas contra los indios bárbaros que asolaban la región.

## Carrera militar

### La invasión estadounidense
Cuando estalló la intervención estadounidense en 1846, Zuazua, de 26 años y acompañado de su hermano mayor Carlos Zuazua, llegó a Monterrey a presentarse con el general Mariano Arista para prestar sus servicios a la Patria. Ambos hermanos fueron nombrados alféreces. Desde ahí, Zuazua empezó a distinguirse en batalla, siendo ascendido a Capitán, y en cuyo grado concurrió a las acciones de Palo Alto y la Resaca (mayo de 1846).
Destituido el general Arista del mando, Zuazua lo acompañó hasta San Luis Potosí, regresando después a Monterrey, la cual, por impericia del general Pedro Ampudia, fue entregada a las tropas estadounidenses, precisamente cuando el Jefe de éstas, el general Zachary Taylor, estaba por levantar el sitio y emprender la retirada. 
Una vez perdida la Plaza de Monterrey, el capitán Zuazua organizó una guerrilla con sus propios elementos y marchó a Tamaulipas, donde se reunió con los hermanos Aldrete con objeto de hostilizar a los estadounidenses, como lo hicieron en varios encuentros. Poco después reunió a las guerrillas de Tamaulipas y Nuevo León para asaltar un convoy, valuado en dos millones de pesos, que iba para Monterrey, iniciándose el combate en las inmediaciones de la Hacienda de Ramos y concluyendo en la Villa de Marín. El convoy fue tomado, y el general José de Urrea lo entregó al general Bernardo de Miramón (padre del célebre general Miguel Miramón) quien lo custodió hasta Tula.
Zuazua participó también en la La Angostura y siguió prestando sus servicios hasta el final de la guerra que culminó con la firma del Tratado de Guadalupe Hidalgo, cuando se retiró a su pueblo natal, profundamente decepcionado, tanto por las continuas derrotas del ejército mexicano durante el conflicto, como por la gran pérdida del territorio mexicano que fue a formar parte de los Estados Unidos. En su pueblo natal, combatió a los indios comanches, lipanes y seminoles que amenazaban la paz y la estabilidad en la región.

### Revolución de Ayutla
Juan Zuazua tuvo una participación destacada durante la Revolución de Ayutla, en la que apoyó a Santiago Vidaurri, quien lanzó su Plan Restaurador de la Libertad y llegó a convertirse en jefe de armas de la región. El 22 de mayo de 1855, Zuazua inició el ataque a la ciudad de Monterrey, y al día siguiente (23 de mayo) la ciudad cayó en poder de los insurrectos. Gracias a este triunfo, Zuazua fue ascendido a Coronel.
Poco tiempo después, Vidaurri y Zuazua marcharon al puerto de Matamoros donde se hallaba una fuerte guarnición del general centralista Adrián Woll. En Ciudad Mier se les unieron las fuerzas liberales comandadas por el general Juan José de la Garza, quien fue nombrado segundo Jefe del Ejército del Norte, compuesto por soldados de Nuevo León, Coahuila y  Tamaulipas.
Las tropas combinadas marcharon sobre Saltillo para combatir a Francisco Güitián, y el 22 de julio, Zuazua dispuso el ataque formando tres columnas al mando de los capitanes Ignacio Zaragoza, Mariano Escobedo y Pedro Hinojosa; al día siguiente, se produjo el asalto a la ciudad, en la que las fuerzas combinadas pudieron tomarla y los soldados que estaban dentro de las guarniciones fueron capturados, constituyendo una de sus más importantes victorias. 
Zuazua marchó después sobre San Luis Potosí, combatiendo a Anastasio Parrodi, que con Juan José de la Garza y Tamariz pretendían falsear el Plan de Ayutla, llegando a capturar la ciudad el 27 de septiembre. Sus tropas llegaron a hacerse populares por la blusa roja de su uniforme, por lo que fueron conocidos por el sobrenombre de "Los Blusas".
Juan Zuazua brindó todo su apoyo a Vidaurri, incluso cuando éste anexó Coahuila a Nuevo León y hubo de enfrentarse a las divisiones de Juan José de la Garza y de Vicente Rosas Landa. En septiembre de 1856 marchó con Vidaurri a Mier, para volver a Monterrey a fin de defenderla del ataque de Juan José de la Garza, en la Ciudadela, el 3 de noviembre.

### Guerra de Reforma
En abril de 1858 combatió a Miguel Miramón en Puerto de Carretas, distinguiéndose por su valor al tomar siempre el sitio de avanzada, así como por su táctica militar y audacia en las combinaciones. Diez días después atacó Zacatecas, apoderándose del general Antonio Manero y de toda la oficialidad. Su biógrafo Hermenegildo Dávila, le atribuye la expresión: "La soberanía pertenece al pueblo y el pueblo que conoce su soberanía es invencible", expresó en su proclama en dicha ciudad. Desterró de Zacatecas al obispo Verea, expulsado de Monterrey y juzgó y fusiló a Manero y a cuatro oficiales, "de acuerdo con la Ley de Conspiradores".
Fingiendo un movimiento a Guadalajara obligó a Miramón a replegarse a San Luis Potosí, cuya ciudad tomó tras combatir el 29 de junio, capturando al general José Gutiérrez de la Lama, siendo Zuazua ascendido a general por esta victoria.

### Amistad con Vidaurri
Amigo de Vidaurri "hasta el sacrificio" no se distanció de él, como la mayoría de los jefes norteños, al ser Vidaurri derrotado en Ahualulco. Ocupando San Luis Potosí formó una división para marchar sobre Aguascalientes y León, donde se le unieron Zaragoza y Quiroga. Llegó a mandar cinco mil hombres, como segundo del general Jesús González Ortega. 
Puesto a las órdenes del Ministro de Guerra Santos Degollado, prefirió volver a Monterrey ante el disgusto de Vidaurri. Ocupada la ciudad por Aramberri y separado Vidaurri del gobierno, Zuazua se retiró a Lampazos hasta la restitución de Vidaurri en el poder. Disuelto el Congreso del Estado, se instaló en Galeana y se enfrentó a Vidaurri, por lo que salió a sofocar al llamado "Movimiento de los congresistas".

## Muerte
En el camino de Saltillo, Zuazua pernoctó en San Gregorio, cerca de Ramos Arizpe. Una avanzada exploradora de Eugenio García, subordinado de Aramberri, sorprendió el lugar cuando Zuazua había tomado el mismo alojamiento que Vidaurri, entre la una y las dos de la madrugada del día 31 de julio de 1860, y a los primeros disparos y al tratar Zuazua de incorporarse, recibió un balazo en el cerebelo que le privó de la vida en el acto y sin haber podido hacer uso de sus armas.
Sus restos fueron sepultados en la Parroquia de Ramos Arizpe, donde permanecieron hasta el 21 de enero de 1921 en que fueron trasladados al Panteón Francés de la Ciudad de México. Años después, el 7 de septiembre de 1984, sus restos fueron reinhumados, de manera definitiva, al pie de la estatua de Miguel Hidalgo y Costilla, en la Explanada de los Héroes de la Macroplaza de la ciudad de Monterrey, junto a los restos de los generales Pablo González Garza y Antonio I. Villarreal.

## Homenajes

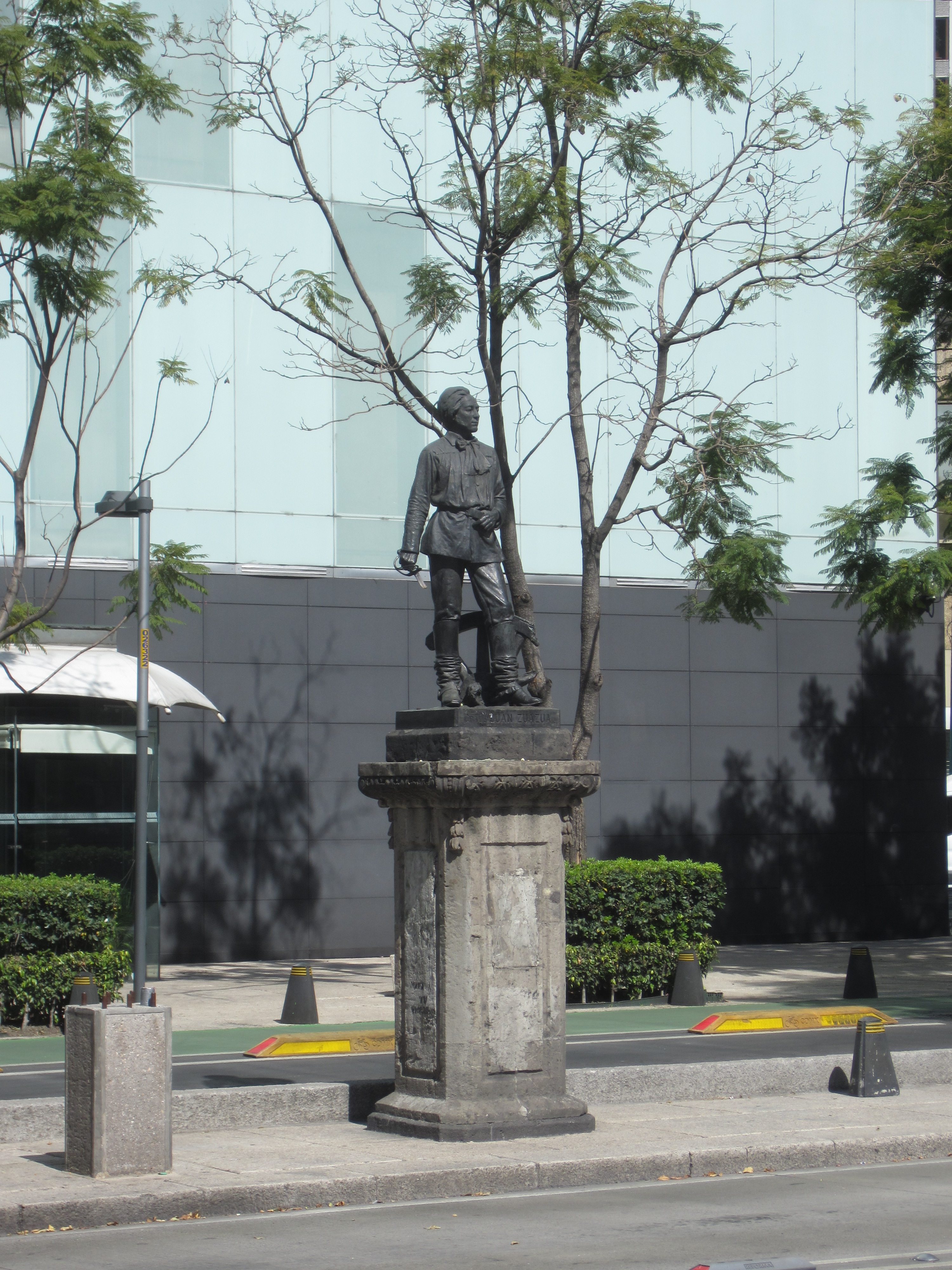
estatua del general Zuazua en el Paseo de la Reforma en la Ciudad de México

El gobierno del Estado de Nuevo León, con el general Bernardo Reyes a la cabeza, mandó erigir una estatua del general Zuazua en el Paseo de la Reforma en la Ciudad de México, la cual fue develada el 15 de septiembre de 1894.
Y en 1956 se erigió otra estatua en la ciudad de Monterrey, ubicada en el extremo sur del Puente Zaragoza sobre el río Santa Catarina, siendo reubicada después, a principios de 2011, en la Macroplaza, frente al Casino Monterrey.
El 2 de marzo de 1863, por decreto del gobernador Santiago Vidaurri, se erigió la Villa de General Zuazua, en la antigua Hacienda de Santa Elena, en honor al general Zuazua.

## Matrimonio y descendencia
Juan Zuazua contrajo matrimonio con Dña. María Antonia de la Garza el 28 de abril de 1850. Juntos procrearon 6 hijos:
- Juan Zuazua Garza, coronel de las caballerías del general Francisco Naranjo durante la Intervención Francesa y la Guerra de Reforma. Dejó varios hijos.
- Carlos Zuazua Garza, contrajo matrimonio con Dña. Carlota Zertuche, y fueron padres del general revolucionario Fortunato Zuazua, de los coroneles Juan y Carlos Zuazua, muertos en batalla, y de tres hijos más.
- José María Zuazua Garza, soltero sin descendencia.
- Fortunato Zuazua Garza, soltero sin descendencia.
- María de Jesús Zuazua Garza esposa del coronel Fructuoso García, jefe político durante la era porfiriana, de Piedras Negras, Coahuila, en ese entonces llamada Ciudad Porfirio Díaz. Tuvieron un hijo y una hija.
- Luisa Zuazua Garza, esposa de Don Crescenciano López y madre de los generales revolucionarios Luis, José y Crescenciano López Zuazua;
- Consuelo, viuda del coronel Lázaro Hernández, muerto en campaña durante la Revolución Mexicana.